# Труґаніні
Труґаніні, або Труганіні (близько 1812 — 8 травня 1876, Гобарт) — жінка, яка, за переконаннями багатьох, була останньою людиною виключно тасманійського походження.

## Життєпис
Її батьком був Манґана (Mangana), вождь племені Нуеннонне (Nuennonne), яке мешкало на острові Бруні, який на Тасманії також називають Лунаванна-Алонна (Lunawanna-alonnah), розташованому на південь від Землі Ван-Дімена та Гобарта, сьогоднішньої столиці штату Тасманія, й відокремленого від Тасманії протокою Д'Антркасто. Її ім'я — це слово, яким її плем'я називало галофільний чагарник Atriplex cinerea. Коли Труґаніні було 18, її матір убили мисливці на тюленів. Першого нареченого Паравіну (Paraweena) вбили, коли він пробував рятувати її від викрадення. У 1828 р. двох її сестер — Ловгенунгуе (Lowhenunhue) і Маґґерліде (Maggerleede) — викрали, перевезли на південь Австралії та продали як рабинь. Незабаром Труґаніні вийшла заміж за Вуррадді (Woorraddy), однак він помер до того, як їй виповнилося 30 років.
У лютому 1839 року Джордж Оґастес Робінсон (George Augustus Robinson) допоміг Труґаніні, Вуррадді та ще 14-м тасманійцям замешкати в поселенні для тубільців у затоці Порт-Філіп. Вона та ще четверо тасманійців, без Вуррадді, пізніше приєдналися до групи китобоїв поблизу затоки Портленд (Portland Bay). У 1841 році їх усіх звинуватили у вбивстві двох китобоїв; у січні 1842 року двох чоловіків цієї групи засудили до смертної кари через повішення та стратили. У липні того ж року Труґаніні та ще дві жінки, Фанні та Матильду, відправили назад на острів Фліндерс разом із Вуррадді, який, однак, загинув у дорозі. Після його смерти Труґаніні переїхала до тасманійця на ім'я Альфонсо. У 1847 році вона і 45 живих тасманійців з острова Фліндерс переїхали до поселення Ойстер-Ковв південніше від Гобарта на їхній рідній території. Труґаніні в основному повернулася до свого традиційного способу життя там, пірнаючи в морі за ракоподібними, плаваючи на катамарані до острова Бруні та полюючи в сусідньому буші. У 1869 році вона та Вільям Ланне, її третій чоловік, були, можливо, єдиними чистокровними тасманійцями.

## Світлини

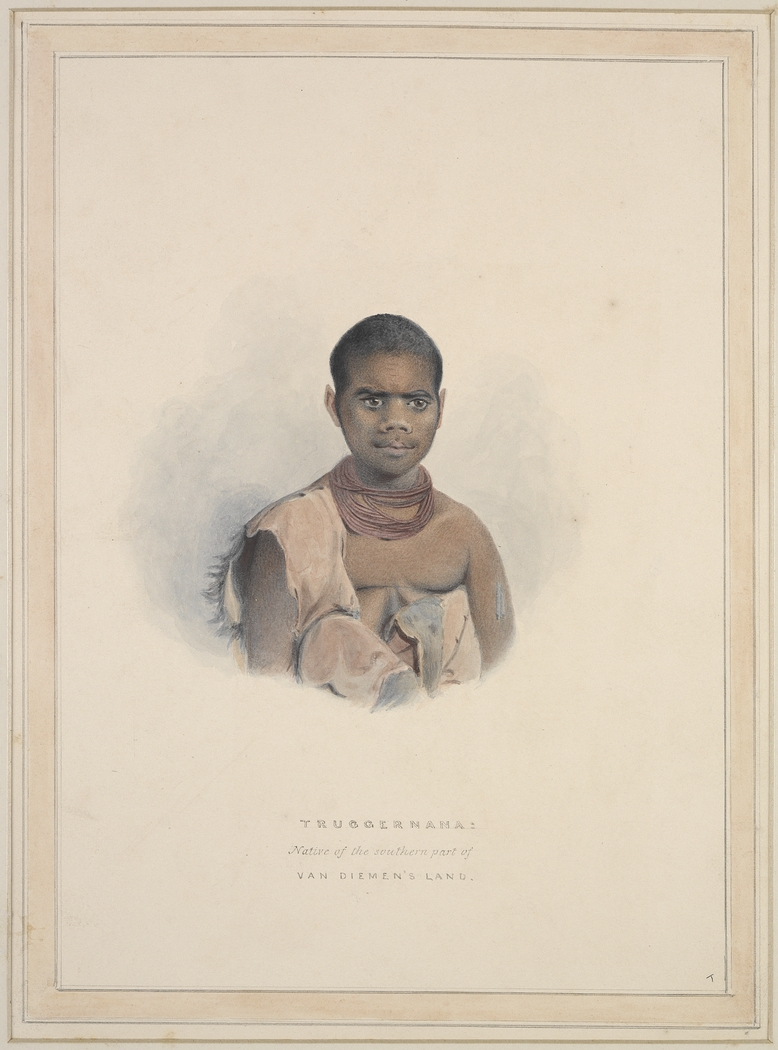
Труґаніні (портрет Томаса Бока (Thomasa Bocka), 1831 р.)
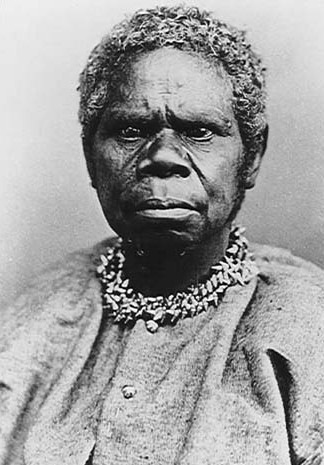
Труґаніні; світлина правдоподібно 1866 р.
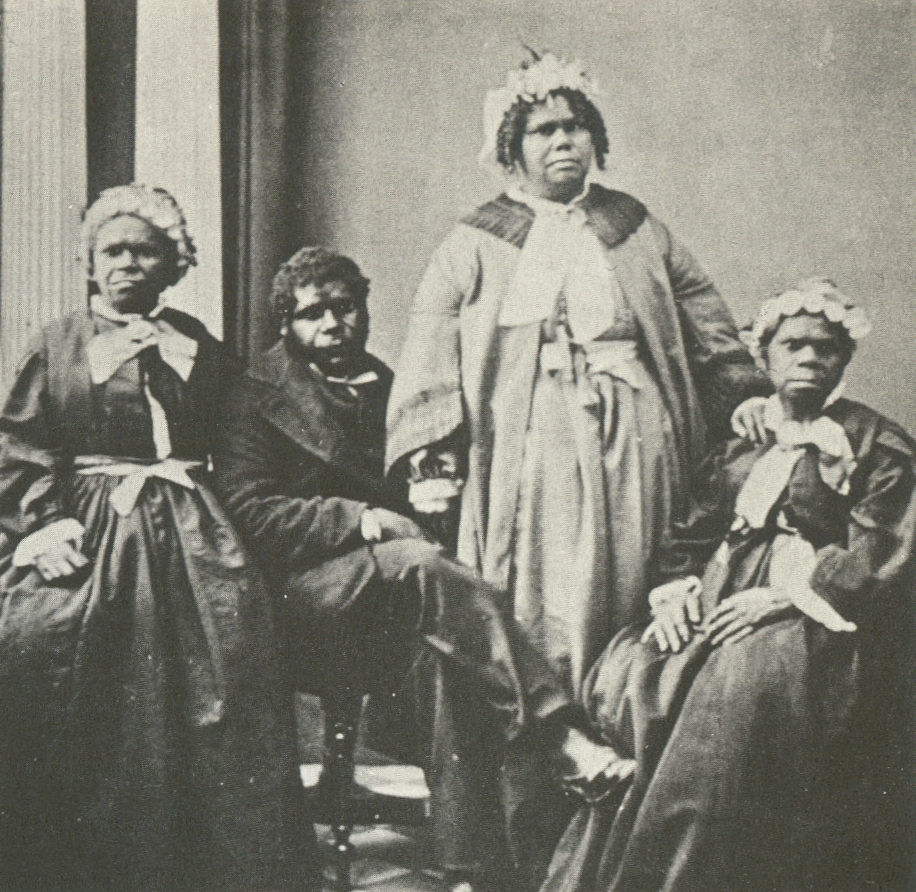
Четверо останніх тасманійців, Труґаніні сидить справа, по центру — Вільям Ланне
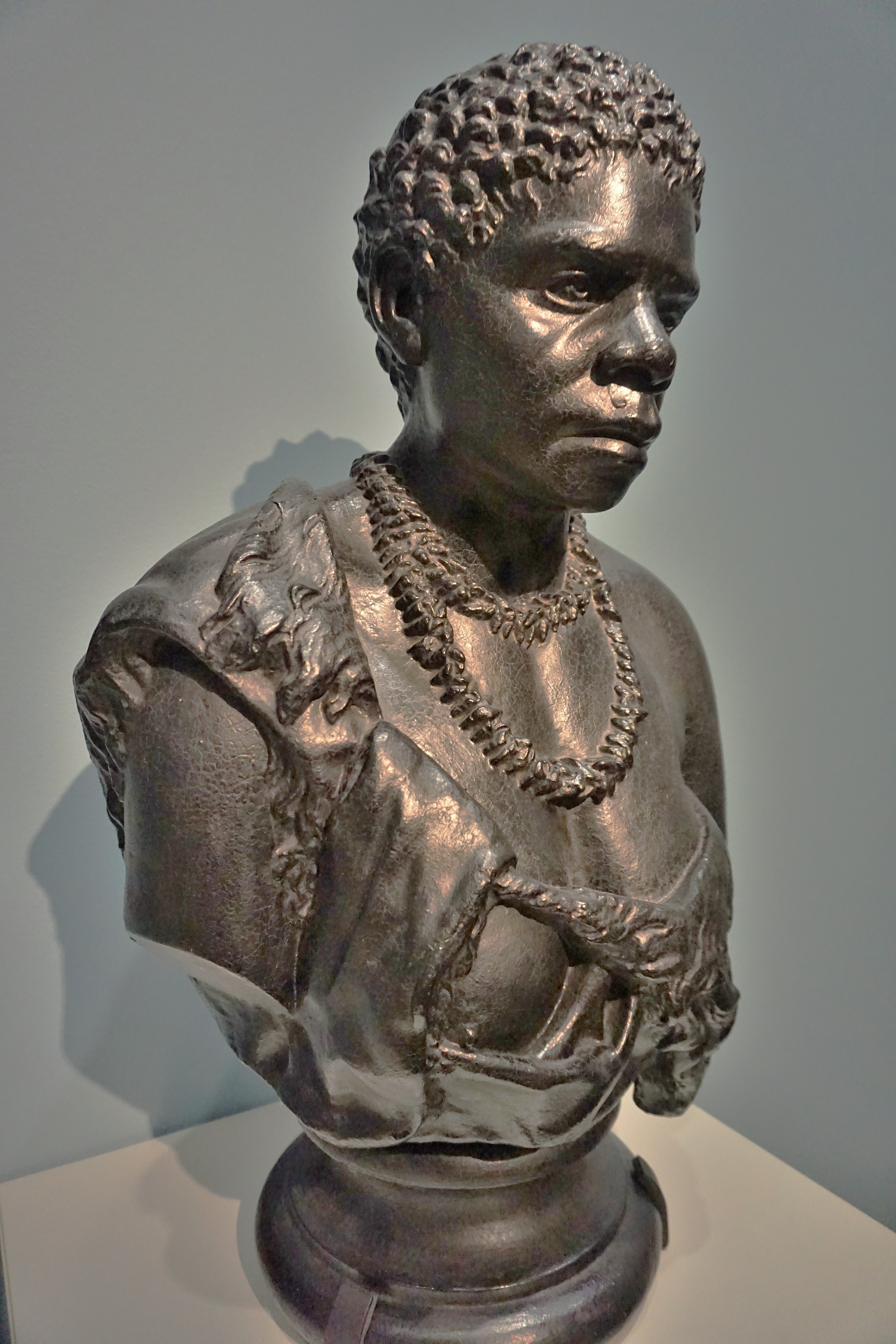
Погруддя Труґаніні (автор — Бенджамін Лоу (Benjamin Law)
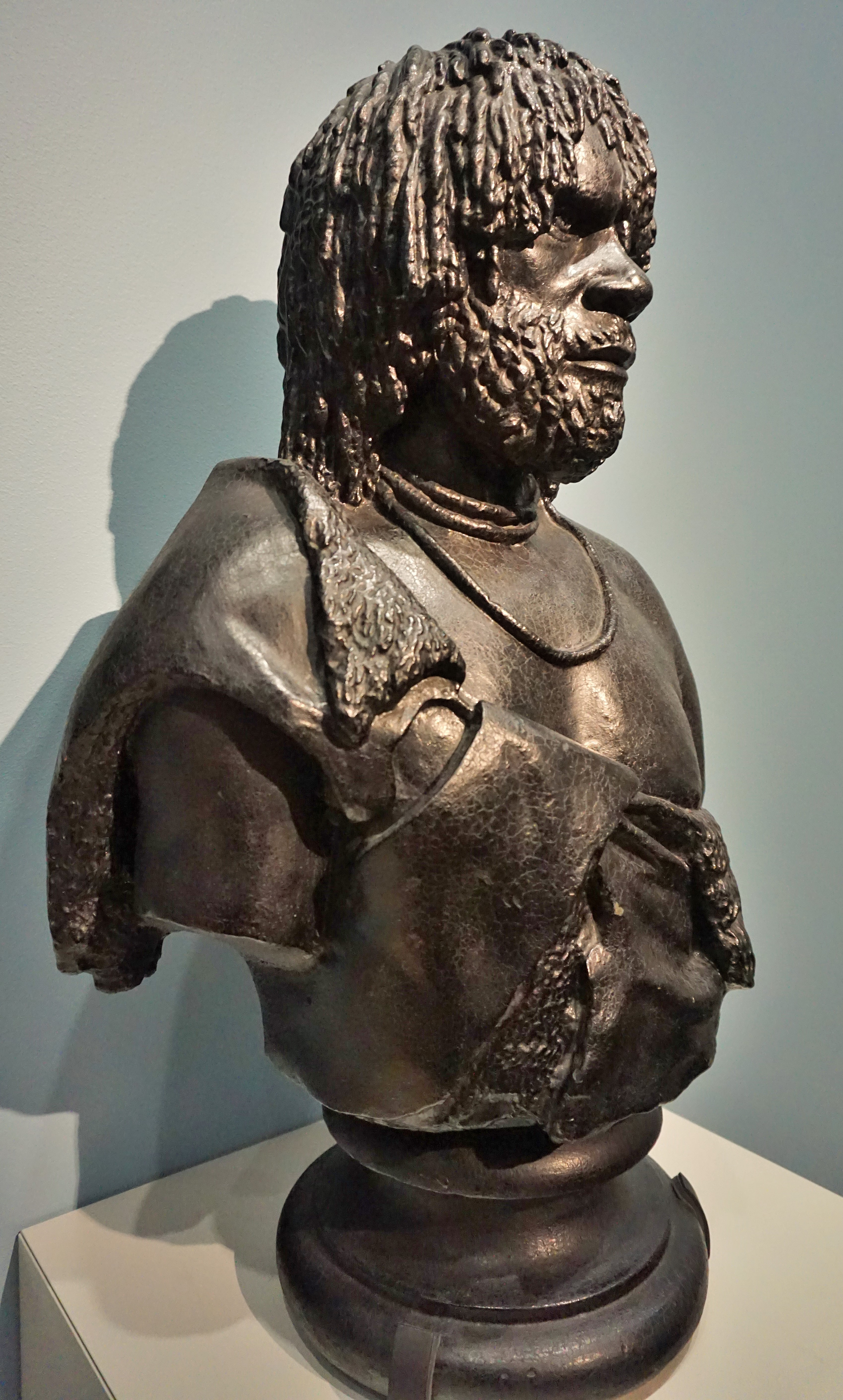
Погруддя Вуррадді (Бенджамін Лоу)